# Herminia Naglerowa
Herminia Naglerowa, née Herminia Fisch le 28 octobre 1890 à Zalisky près de Brody, morte le 9 octobre 1957 à Londres, auteure et journaliste polonaise.

## Biographie
Herminia Fisch naît en 1890 dans une petite famille juive propriétaire de terres dans le domaine de Zalisky, près de Brody, dans l’oblast de Lviv, en Galicie. Ce territoire est à l’époque austro-hongrois (il deviendra, entre 1918 et 1939, polonais, puis soviétique et ukrainien). Elle étudie l'histoire à l'université de Lviv et obtient aussi un doctorat en philosophie.
Ensuite, elle travaille comme enseignante. À partir de 1919, elle vit à Varsovie, où elle est active au sein de l'Association des écrivains polonais et du Pen-club. Elle fait ses débuts comme journaliste en 1915 dans le Wiedeński Kurier Polski. En 1921, elle publie un recueil de poésie intitulé Otwarte oczy [ Les yeux ouverts ]. En tant que prosateur, elle acquiert un début de notoriété avec des recueils de nouvelles, dont Czarny pies [ Le chien noir ] publié en 1924, et Matowa Kresa [ Un trait couleur mat ] publié en 1929, dans lesquels le réalisme se mêle à l'expressionnisme. En 1930, elle publie le roman Zawalidroga, et, en 1936, un roman en trois tomes, Krauzowie i inni [ Les Krauzes et les autres], dans lequel elle dépeint le destin d'une famille en Galicie après la fin de l’insurrection polonaise de janvier 1863. Elle collabore en même temps à diverses revues.
Après l'invasion allemande de la Pologne en septembre 1939, elle et son mari partent pour Lviv, mais sont confrontés cette fois à l’invasion du territoire par les troupes soviétiques. Son mari, Leon Nagler (1884-1939), lieutenant-colonel de l'armée polonaise est  arrêté et assassiné par le NKVD. Arrêtée elle-aussi par le NKVD en janvier 1940, elle est emprisonnée dans la prison du NKVD à Zamarstynow (un quartier de Lviv), puis dans la prison de Horodnia. Condamnée à huit ans dans un camp de concentration, elle purge sa peine dans un goulag du Kazakhstan. Son séjour dans ce camp compromet sérieusement sa santé.
Libérée à la suite des accords Sikorski-Maïski, conséquence de l’opération Barbarossa déclenchée par l‘Allemagne nazie, elle décide de rejoindre  les forces armées polonaises en URSS (armée commandée par le général Władysław Anders), au sein du service chargée de la presse et de la propagande. Évacuée à l'été 1942, avec cette armée polonaise, en Iran, puis associée à la campagne d’Italie l’année suivante, elle a suivi tout le parcours de ces troupes polonaises, avec un grade de lieutenant, puis de capitaine. Dans les années 1943-1946, elle devient rédactrice pour des magazines militaires.
À partir de 1946, elle part en exil en Grande-Bretagne. Elle y est vice-présidente de l'Association des écrivains polonais à l'étranger. Elle reçoit le prix de l'Association des écrivains polonais à l'étranger en 1951. Dans ses œuvres d'après-guerre, elle dépeint le sort de personnes emprisonnées ou déportées dans des camps,. Elle écrit des nouvelles, basées sur des éléments autobiographiques, comme Ludzie sponiewierani [ Les gens opprimés ] publiée en 1945 (rééditée en 1958 sous le titre :  Kazachstańskie noce [ Nuits du Kazakhstan ]), et en 1953 un roman Sprawa Józefa Mosta [ L’Affaire Józef Most]. Certaines de ses œuvres ont été également publiées à titre posthume, telles Wspomnienia o pisarzach [ Souvenirs autour d’écrivains ] en 1960, et Wierność życia [ Fidélité à la vie ] en 1967.
Elle meurt en 1957 à Londres . Sa tombe est située dans le cimetière de North Sheen, situé dans le borough londonien de Richmond upon Thames.
En 1959, l'Association des écrivains polonais à l'étranger crée un prix à son nom.